# قائمة قرى منطقة حائل
قائمة لقرى منطقة حائل، مرتبة أبجديا.

## أ
- أبا الحيران: قرية تقع في وادى بنفس الاسم ينحدر من جبال الصهوة غربي أجا ويتجه شمالا غرب حتى يفيض في قارة بواعة. وتقع القرية عن حائل جنوب غرب بنحو 110كم.
- أبا الصبان: تقع جنوب الحائط غير بعيدة عنه. ويوجد بالقرب من القرية بعض الآثار والنقوش القديمة.[1]
- أبظة: تقع جنوب شرق حائل بنحو 130كم، ولها طريق يتفرع من طريق الشنان سميراء.
- أبلة: تبعد عن بدع بن خلف 9 كيلو باتجاه الغرب، وتندرج تحت مندوبية الحائط جنوب منطقة حائل.[2]
- أبو سهيلات: تقع شمال محافظة الحائط، وتبعد 240 كم عن حائل.[3]
- أبو شويحات: قرية تقع جنوب غرب محافظة الحائط، وتبعد 255 كم عن حائل.
- الأجفر: قرية إلى الجنوب الشرقي من مدينة حائل تبعد عنها حوالي 160 كلم.
- أرينبة: قرية في وادي بنفس الاسم ينحدر من الحرة متجهاً نحو الشرق ناحية وادي الرمة وتقع القرية جنوب غرب حائل.
- الأسمرة: قرية جنوب غرب حائل.
- أفيعية: تقع جنوب غرب محافظة الحائط، حائل بنحو170 كم.[4]
- أم روشن: تقع جنوب الحائط.
- أم قويفات تقع جنوب حائل.[5]

## ب
- البحرة: تقع جنوب شرق حائل بنحو 60 كم ولها طريق يتفرع من طريق حائل القصيم.

## ص
- الصغوى: تعد من القرى التابعة لمحافظة الشنان، تقع في أعلى وادي الترمس جنوب حائل بمسافة 160 كم.[6]
- صفيط

## ع
- عقلة بن داني

## م
- مزارع أولاد مرزوق: قرية تقع جنوب غرب محافظة الحائط، وتبعد عن حائل 250 كم.[7]
- مزعلة